# لا عملية (برمجة)
في علوم الحاسوب و البرمجة، لا عملية (بالإنجليزية: NOP أو no-op أو NOOP)‏ (تُنطق "no op" ؛ وهي اختصار للا عملية ) هي تعليمات لغات التجميع أو عبارات لغات البرمجة أو أوامر بروتوكولات الحاسوب التي لا يقوم بأي شيء.

## في لغات البرمجة

### بايثون
تحتوي لغة برمجة بايثون عبارة pass ليس لها تأثير عند تنفيذها وبالتالي فهي تعد لا عملية. تُستخدم في المقام الأول لضمان البناء النحوي الصحيح بسبب البناء النحوي الحساس للإزاحة في بايثون؛ على سبيل المثال، يتطلب البناء النحوي لتعريف كتلة صنف ذات إزاحة ؛ توضع بعدها محتويات الصنف من دول ومتغيرات، هذه المحتويات يجب التعبير عنها بالكلمة المفتاحية pass عندما لا تكون موجودة.